# Mödesse
Mödesse (niederdeutsch Me’esse) ist eine Ortschaft in der Gemeinde Edemissen im Landkreis Peine in Niedersachsen.

## Geographie
Mödesse liegt nördlich der Kreisstadt Peine zwischen den beiden Oberzentren Hannover und Braunschweig am Rande der Südheide.
Der Ort wird umgeben von Blumenhagen im Norden, Meerdorf (Gemeinde Wendeburg) im Südosten, Stederdorf (Stadt Peine) im Südwesten und dem Hauptort der Gemeinde, Edemissen, im Nordwesten.

## Geschichte
Der Ort wird als „Müddesse“ erstmals im Jahre 1413 urkundlich erwähnt. „... eine Wiese gehörte zu den Gütern, die vom Amt Neubrück an die Stadt Braunschweig verpfändet wurden“. Im Steuerregister des Amtes Meinersen von 1616 wird von zwei Höfen berichtet: „... sie brauchen nicht einmal Burgfest zu leisten, sind die Landfolge schuldig und müssen auch ihr Vieh verschatzen lassen“. Weiter heißt es: „... im übrigen sind sie des Rates zu Braunschweig Zinsleute“.
Von 1532 bis 1885 gehörte der Ort zur Gografschaft Edemissen im Amt Meinersen. Seither gehört Mödesse zum Landkreis Peine.
1965 erfolgte der Zusammenschluss der bis dahin selbständigen Gemeinden Edemissen, Alvesse, Blumenhagen, Mödesse, Voigtholz-Ahlemissen zur Samtgemeinde Edemissen. Im Zuge der Gebietsreform in Niedersachsen kam es am 1. März 1974 zur Bildung der Einheitsgemeinde Edemissen aus den Ortschaften der Samtgemeinde Edemissen und weiteren acht selbständigen Gemeinden.
Das Gut
Auf eine wechselvolle Geschichte blickt das Gut „Mödesser Hof“ zurück. Schon vor 1840 ließ ein Peiner Kaufmannssohn den Hof auf dem vom Braunschweiger Großen Waisenhaus BMV gepachteten Wald- und Brachland errichten. Der Erbauer verkalkulierte sich einige Jahre darauf finanziell. 1847 gab er auf und wanderte nach Venezuela aus. Danach lösten sich in kurzer Folge verschiedene Besitzer bzw. Pächter ab.
Die Münzfunde
Im Jahre 1890 legte ein Bauer auf seinem Feld beim Pflügen ein Gefäß mit etwa 3000 Münzen frei.
Es handelte sich hierbei um Hohlmünzen – sogenannte Brakteaten. Ein zweiter Fund auf dem gleichen Acker im Jahre 1956 mit über 2000 Brakteaten zog erneut die Aufmerksamkeit auf Mödesse.
Kurios – ein im Jahre 1991 aufgestellter Gedenkstein an die Münzfunde verschwand schon bald – spurlos. Einen weiteren Gedenkstein an die Münzfunde stellten die Mödesser später im Ortskern neben dem Ehrenmal auf. Dieser ist auch heute noch vorhanden.

### Einwohnerentwicklung
| Jahr               | Einwohner |
| ------------------ | --------- |
| 1821               | 51        |
| 1848               | 85        |
| 1. Dezember 1871 ¹ | 109       |
| 1. Dezember 1885 ¹ | 131       |
| 1. Dezember 1905 ¹ | 131       |
| 16. Juni 1925 ¹    | 188       |
| 16. Juni 1933 ¹    | 182       |
| 17. Mai 1939 ¹     | 161       |
| 29. Oktober 1946 ¹ | 359       |

| Jahr                 | Einwohner |
| -------------------- | --------- |
| 13. September 1950 ¹ | 348       |
| 6. Juni 1961 ¹       | 265       |
| 1. März 1964         | 264       |
| 27. Mai 1970 ¹       | 250       |
| 1. Juli 2015         | 407       |
| 1. Januar 2017       | 429       |

¹ Volkszählungsergebnis

## Religion
Die Einwohner Mödesses sind überwiegend evangelisch-lutherisch. Der Ort gehört schon immer zum Kirchspiel Edemissen.

## Politik

### Ortsrat
Der Ortsrat, der die Ortsteile Mödesse und Blumenhagen vertritt, setzt sich aus sieben Mitgliedern zusammen. Die Ratsmitglieder werden durch eine Kommunalwahl für jeweils fünf Jahre gewählt.
Bei der Kommunalwahl 2021 ergab sich folgende Sitzverteilung:
| Ortsrat 2021Insgesamt 7 Sitze - SPD: 2 - BBM: 5 BBM: Bürgergemeinschaft Blumenhagen-Mödesse |

### Ortsbürgermeisterin
Ortsbürgermeisterin ist Imke Jeske-Werner (BBM), Mödesse, Stellvertreterin seit März 2019 Sabine Christl-Süper (BBM), Blumenhagen.

### Wappen
Drei einseitig geprägte Hohlmünzen, sogenannte Brakteaten, zwei Prägungen Herzog Heinrichs mit einem herschauenden schreitenden Löwen, und eine bischöflich hildesheimische Münze mit einem Kreuz, repräsentieren den hier gefundenen Schatz im Mödesser Wappen. Obwohl es sich um Silberstücke handelt, erscheinen sie golden auf blauen Grund, um durch den Farbenzweiklang Blau-Gold (Gelb) an die jahrhundertelange Zugehörigkeit Mödesses zum Herzogtum Braunschweig-Lüneburg zu erinnern.

## Kultur und Sehenswürdigkeiten

### Denkmal
- Ehrenmal zum Gedenken der Opfer der beiden Weltkriege

### Sport und Freizeit
- Freiwillige Feuerwehr Mödesse
- Volksfestgemeinschaft Mödesse mit Schießsportabteilung
- Junggesellschaft Mödesse
- Landfrauen Blumenhagen-Mödesse
- Sozialverband Deutschland Blumenhagen-Mödesse

### Regelmäßige Veranstaltungen
- Am 2. Wochenende im August, wird durch die Volksfestgemeinschaft das dreitägige Volksfest ausgerichtet.
- Am Ostersonntag wird das Osterfeuer abgebrannt.
- Im jährlichen Wechsel finden Bürgerversammlung und Feuerwehrball statt.

## Wirtschaft und Infrastruktur

### Bildung
Schulkinder aus Mödesse besuchen in der Regel zunächst die Grundschule in Edemissen. Die nächsten weiterführenden Schulen sind die Hauptschule und die Realschule in Edemissen, das Gymnasium am Silberkamp, das Ratsgymnasium und die Integrierte Gesamtschule, jeweils in Peine.

### Verkehr
Durch Mödesse führt eine unregelmäßig bediente Buslinie zwischen Edemissen (dort mit Umsteigemöglichkeit nach Peine) und Wipshausen (dort mit Umsteigemöglichkeit nach Braunschweig; die Linie ist Teil des Verbundtarif Region Braunschweig). Die nächstgelegenen Bahnhöfe befinden sich in Peine (Verbundtarif Region Braunschweig; an der Bahnstrecke Braunschweig-Hannover gelegen) sowie in Dedenhausen und Dollbergen (Großraum-Verkehr Hannover; an der Bahnstrecke Wolfsburg-Hannover gelegen) in jeweils acht bis zehn Kilometern Entfernung.